# Ronde van Taiwan 2016
De 14e editie van de Ronde van Taiwan vond in 2016 plaats van 6 tot en met 10 maart. De vijf  etappes brachten de renners van de start in Taipei naar de finish in Wutai, Pingtung. Er stonden 99 renners aan de start van de eerste etappe en 86 hebben de finish bereikt. De wedstrijd maakte deel uit van de UCI Asia Tour 2016, in de categorie 2.1. In 2015 won de Iraniër Mirsamad Poorseyedigolakhour, dit jaar won de Australiër Robbie Hucker.

## Deelnemende Ploegen
| ProContinentaal    | Continentaal                   | Continentaal          | Nationaal |
| ------------------ | ------------------------------ | --------------------- | --------- |
| Drapac             | Avanti IsoWhey Sport           | Pishgaman Giant       | Taiwan    |
| Nippo-Vini Fantini | Cibel-Cebon                    | RTS - Monton Racing   |           |
| Unitedhealthcare   | Giant-Champion System          | Skydive Dubai         |           |
|                    | HKSI Pro Cycling Team          | Tabriz Shahrdari Team |           |
|                    | Team Hrinkow Advarics Cycleang | Team Tre Berg-Bianchi |           |
|                    | Team Illuminate                | Team UKYO             |           |
|                    | JLT Condor                     | Utsunomiya Blitzen    |           |
|                    | Parkhotel Valkenburg CT        | Vino 4ever SKO        |           |

## Etappe-overzicht
| etappe | datum    | start                      | finish                     | type       | afstand  | winnaar         | klassementsleider |
| ------ | -------- | -------------------------- | -------------------------- | ---------- | -------- | --------------- | ----------------- |
| 1e     | 6 maart  | Taipei                     | Taipei                     | Vlakke rit | 83,2 km  | William Clarke  | Carlos Alzate     |
| 2e     | 7 maart  | Yanhai                     | Baisha Bay Visitors Centre | Vlakke rit | 116,4 km | Stepan Astafjev | Stepan Astafjev   |
| 3e     | 8 maart  | Taoyuan                    | Taoyuan                    | Heuvelrit  | 119,3 km | Peter Schulting | Ben O'Connor      |
| 4e     | 9 maart  | Nantou                     | Xiang-Shan Visitor Center  | Bergrit    | 166,6 km | William Clarke  | Ben O'Connor      |
| 5e     | 10 maart | Jianshanpi Jiangnan Resort | Wutai, Pingtung            | Bergrit    | 146,3 km | Robbie Hucker   | Robbie Hucker     |

## Eindklassementen
| Plaats    | Naam                | Ploeg                          | Tijd      |
| --------- | ------------------- | ------------------------------ | --------- |
| Gele trui | Robbie Hucker       | Avanti IsoWhey Sport           | 15u16'02" |
| 2         | Francisco Mancebo   | Skydive Dubai                  | + 18"     |
| 3         | Ben O'Connor        | Avanti IsoWhey Sport           | + 37"     |
| 4         | Peter Schulting     | Parkhotel Valkenburg CT        | + 1'00"   |
| 5         | Amir Kolahdozhagh   | Pishgaman Giant                | + 1'12"   |
| 6         | Alexander Ray       | Team Illuminate                | + 1'16"   |
| 7         | Chris Hamilton      | Avanti IsoWhey Sport           | + 1'19"   |
| 8         | Benjamín Prades     | Team UKYO                      | + 1'21"   |
| 9         | Mirsamad Pourseyedi | Tabriz Shahrdari Team          | z.t.      |
| 10        | Nathan Earle        | Drapac                         | + 1'26"   |
| 11        | Arvin Moazemi       | Pishgaman Giant                | + 1'31"   |
| 12        | Sebastian Baldauf   | Team Hrinkow Advarics Cycleang | + 1'33"   |
| 13        | Zhandos Bizhigitov  | Vino 4ever SKO                 | + 1'36"   |
| 14        | Edwin Avila         | Team Illuminate                | + 1'37"   |
| 15        | Nariyuki Masuda     | Utsunomiya Blitzen             | + 1'38"   |
| 16        | Rahim Emami         | Pishgaman Giant                | + 1'51"   |
| 17        | Marco Zanotti       | Parkhotel Valkenburg CT        | + 2'06"   |
| 18        | Marco Canola        | Unitedhealthcare               | + 2'12"   |
| 19        | Michiel Dieleman    | Cibel-Cebon                    | + 2'21"   |
| 20        | Salvador Guardiola  | Team UKYO                      | + 2'42"   |

| Plaats      | Naam                 | Ploeg                   | Punten |
| ----------- | -------------------- | ----------------------- | ------ |
| Groene trui | Marco Canola         | Unitedhealthcare        | 39     |
| 2           | Alexander Wetterhall | Team Tre Berg-Bianchi   | 32     |
| 3           | William Clarke       | Drapac                  | 30     |
|             |                      |                         |        |
| 17          | Kevin De Jonghe      | Cibel-Cebon             | 10     |
| 19          | Peter Schulting      | Parkhotel Valkenburg CT | 8      |

| Plaats        | Naam               | Ploeg                   | Punten |
| ------------- | ------------------ | ----------------------- | ------ |
| Bolletjestrui | Peter Schulting    | Parkhotel Valkenburg CT | 35     |
| 2             | Bernard Sulzberger | Drapac                  | 20     |
| 3             | Neil Van der Ploeg | Avanti IsoWhey Sport    | 20     |
|               |                    |                         |        |
| 29            | Kevin De Jonghe    | Cibel-Cebon             | 2      |

| Plaats      | Naam                | Ploeg                 | Tijd      |
| ----------- | ------------------- | --------------------- | --------- |
| Blauwe trui | Amir Kolahdozhagh   | Pishgaman Giant       | 15u17'14" |
| 2           | Mirsamad Pourseyedi | Tabriz Shahrdari Team | + 09"     |
| 3           | Arvin Moazemi       | Pishgaman Giant       | + 19"     |

| Plaats | Ploeg                | Tijd      |
| ------ | -------------------- | --------- |
|        | Avanti IsoWhey Sport | 45u50'07" |
| 2      | Pishgaman Giant      | + 2'37"   |
| 3      | Tabriz Petrochemical | + 5'36"   |

2003 · 2004 · 2005 · 2006 · 2007 · 2008 · 2009 · 2010 · 2011 · 2012 · 2013 · 2014 · 2015 · 2016 · 2017 · 2018 · 2019 · 2020 · 2021 · 2022 · 2023 · 2024 · 2025
 Ronde van Dubai · 
 Ronde van Qatar · 
 Ronde van Oman · 
 Ronde van Langkawi · 
 Ronde van Taiwan · 
 Ronde van Iran · 
 Ronde van Japan · 
 Ronde van Korea · 
 Ronde van het Qinghaimeer · 
 Ronde van China I · 
 Ronde van China II · 
 Ronde van Kaptsjagaj · 
 Ronde van Almaty · 
 Ronde van Hainan